# СП Фалконс
«СП Фалконс» (также «Сэлэнгэ Пресс Фалконс» и «Булган СП Фалконс») — монгольский футбольный клуб из Улан-Батора, основанный в 2003 году. Выступает в Монгольской премьер-лиге.

## История
В сезоне 2023/24 «СП Фалконс» стали чемпионами Монголии и впервые в своей истории квалифицировались на соревнования АФК — Лигу вызова АФК 2024/2025.
Клуб попал в группу E вместе с «Мадура Юнайтед» из Индонезии и «Свайриенг» из Камбоджи; «СП Фалконс» также принимали матчи на своём стадине. Монгольский клуб сыграл безголевую ничью со «Свайриенгом» и потерпел поражение со счётом 2:1 от «Мадуры», заняв последнее место в группе. Единственным голом отметился российский легионер Даниил Мусаткин.

## Стадион
Домашние матчи команда проводит на Футбольном центре MFF, вмещающем 5000 зрителей.